# Т-26А/Т-26-4

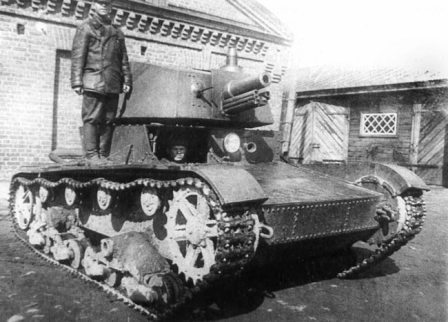
Т-26 з баштою А-43

Т-26А (заводське позначення Т-26-4) — дослідний артилерійський танк Радянського союзу 1930 -х років на базі танка Т-26.
У документах іменувався Т-26 артилерійський.

## Історія
У 1930-х роках у СРСР велися роботи зі створення самохідно-артилерійських установок, таких як СУ-1 або АТ-1. Однак, крім установки зброї в бронерубці, пропонувалося його розміщення в вежі, що обертається. Таку конструкцію використовували арттанки БТ-7А і Т-26А на шасі танків БТ-7 і Т-26.
Перші випробування артилерійського танка Т-26А з вежею А-43 було розпочато у 1932 році. Конструкція кілька разів перероблялася.
Зрештою, був представлений танк Т-26-4 з новою моделлю башти.
До кінця 1934 року було виготовлено 5 екземплярів Т-26-4. У ході випробувань стріляниною одного з них з вини бракованої гільзи розірвався снаряд. З цієї причини ставлення до танка було зіпсовано і замовлення на 50 машин, що планувалося, було скасовано. А з початком робіт з АТ-1 про нього взагалі забули.

## Варіанти
• Т-26 з вежею А-43
Перший варіант із встановленням гарматної вежі А-43 на шасі танка Т-26. Початкова ідея розміщення в вежі зброї системи Гарфорда зразка 1910 року виявилася невдалою через великий гарматний відкат.
Крім гармати КТ-28 у вежі так само розміщувалося додаткове озброєння (7,62-мм [кулемет ДТ]). Все це робило гарматну вежу тісною.
• Т-26 з вежею КТ-26 (Т-26-4)
Після невдачі танка з вежею А-43, була виготовлена нова машина з вежею "на кшталт Т-28". Було виготовлено шість машин, озброєних 76-мм гарматами КТ і 76-мм полкова гармата зразка 1927 | ПС-3].
Проте, випробування артилерійського танка не увінчалися успіхом: машина була сильно пошкоджена.